# Allocution présidentielle
 (juillet 2025).
Si vous disposez d'ouvrages ou d'articles de référence ou si vous connaissez des sites web de qualité traitant du thème abordé ici, merci de compléter l'article en donnant les références utiles à sa vérifiabilité et en les liant à la section « Notes et références ».
Une allocution présidentielle est une allocution du président d'un pays.

## En France

### Allocution du 14 Juillet
L'allocution présidentielle du 14 juillet  est un rendez-vous médiatique en France qui permet au président de la République de s'exprimer auprès des Français par l'intermédiaire de la télévision, à l'occasion de la fête nationale française le 14 juillet.
Inventé par Valéry Giscard d'Estaing, ce rendez-vous présidentiel est devenu, comme celui des vœux présidentiels du 31 décembre, un moment incontournable de la politique française. Il permet au président de la République de faire le point sur sa vision politique et sur les évènements passés. Ces dernières années, il est interrogé par un journaliste de TF1 et un journaliste de France 2. L'allocution est diffusée en direct du Palais de l'Élysée sur les deux principales chaînes de télévisions françaises en direct, après le défilé militaire du 14 Juillet et avant ou pendant la garden-party de l'Élysée.

### Vœux du 31 décembre
Les vœux présidentiels du 31 décembre sont prononcés le 31 décembre par le président de la République française au cours d'une allocution à l'occasion du réveillon de la Saint-Sylvestre et du passage à la nouvelle année, diffusée à la télévision française.
De façon générale, cette allocution télévisée annuelle est prononcée au palais de l'Élysée, siège de la présidence de la République et résidence officielle du chef de l'État à Paris. Les vœux présidentiels permettent ainsi au président de la République de faire le point sur la situation économique, politique et sociale de l'année écoulée, de faire part de sa vision globale de la France et du monde et de ses souhaits pour l'année à venir.